# 莫里斯 (路易斯安那州)
莫里斯（英語：Maurice），是美国路易斯安那州下属的一座村镇。根据2010年美国人口普查，该市有人口964人。建置上，属于“village”。